# 신정론 (책)
신정론(프랑스어: Théodicée, 하나님의 선함, 인간의 자유, 악의 원천에 관한 에세이)은 독일 철학자 고트프리트 빌헬름 라이프니츠가 유일하게 출판한 철학책이다.  1710년에 출판되었으며, 악의 문제에 대해 긍정적인 접근 방법을 취했으며 이후에 볼테르의 캉디드에 영향을 미쳤다.  주된 내용은 프랑스 철학자인 수년 동안 논쟁을 펼쳤던 피에르 벨의 사상에 대한 답변으로 구성되어 있다.

## 같이 보기
- 신정론
- 있을 수 있는 세계 중 최상의 세계